# 15395 Рюкл
15395 Рюкл (15395 Rükl) — астероїд головного поясу, відкритий 21 жовтня 1997 року.
Тіссеранів параметр щодо Юпітера — 3,197.